# Otto Lang (Politiker, 1863)
Otto Lang (* 15. Juli 1863 in Schaffhausen; † 23. März 1936 in Zürich) war ein Schweizer Politiker und massgeblich beteiligt an der Gründung der Sozialdemokratischen Partei der Schweiz (SP) sowie der sozialdemokratischen Zürcher Tageszeitung Volksrecht.

## Biografie
Lang stammte aus dem Kanton Schaffhausen und wuchs als Sohn eines Arztes in begüterten Verhältnissen auf. Er studierte von 1883 bis 1887 an den Universitäten München, Heidelberg, Berlin und Zürich Rechtswissenschaft. Im Deutschen Kaiserreich kam er während der Auseinandersetzungen um das Sozialistengesetz mit dem Gedankengut des Sozialismus in Kontakt und schloss sich der im Untergrund agierenden Sozialdemokratie an. Nach seiner Rückkehr in die Schweiz hielt er am 14. Januar 1888 in Zürich einen Vortrag zum Thema «Die ethischen Grundlagen des Sozialismus» und trat dem Grütliverein bei. Zusammen mit Herman Greulich wirkte er an der Konsolidierung der SP nach ihrer zweiten Gründung durch Albert Steck mit. Von 1898 bis 1902 war er Präsident der SP Schweiz und erreichte die Vereinigung mit dem Grütliverein. Er entwarf 1904 das erste Programm der SP auf der Grundlage des Marxismus und bettete die sozialistischen Ideen in den schweizerischen Kontext ein. Er war von 1917 bis 1936 Mitglied der Parteileitung der SP des Kantons Zürich.
Innerhalb der Arbeiterbewegung vertrat Lang die Linie des orthodoxen Marxismus. Er befürwortete zwar den Klassenkampf und die Diktatur des Proletariats als Kampfmittel der Arbeiterschaft, lehnte aber den Kommunismus und radikal klassenkämpferische Positionen innerhalb der SP nach 1917 ab.
Als Jurist spezialisierte sich Lang auf das schweizerische und internationale Recht. Von 1888 bis 1893 amtete er als Bezirksanwalt in Zürich, von 1893 bis 1895 war er Rechtsanwalt und von 1896 bis 1900 amtete er als Richter am Bezirksgericht Zürich. 1900 wurde er als erster Sozialdemokrat in das Obergericht in Zürich gewählt. Er liess sich 1901 beurlauben, um in der Kommission für die Vorbereitung des Schweizerischen Zivilgesetzbuches mitzuwirken. 1915 trat er als Oberrichter zurück, nachdem er in den Stadtrat von Zürich gewählt wurde, wo er das Gesundheitswesen übernahm. Anschliessend kehrte er 1920 ans Obergericht zurück, wo er hauptsächlich am Handelsgericht tätig war. Daneben amtierte er 1929–1935 als Präsident des Schwurgerichtes. 1935 trat Lang als Oberrichter zurück.
Die politische Tätigkeit Langs begann 1890 mit der Wahl in den Zürcher Kantonsrat, dem er als Präsident bzw. Mitglied der Redaktionskommission bis zu seinem Tod angehörte. Daneben war Lang auf kommunaler Ebene 1890 bis 1916 Mitglied im Grossen Stadtrat von Zürich, aus dem er anlässlich seiner Wahl in den Stadtrat ausschied. 1926 wurde er wieder in den Grossen Stadtrat gewählt, dem er ebenfalls bis zu seinem Tod angehörte.
1894 wurde Lang von der Arbeiterunion Zürich in die vorbereitende Kommission für die Schaffung eines sozialdemokratischen Tagblattes für die Stadt Zürich gewählt. Als deren Präsident hatte Lang massgeblichen Anteil an der Gründung der sozialdemokratischen Tageszeitung Volksrecht. Ab 1913 war Lang Mitglied der sozialdemokratischen Pressunion des Kantons Zürich und der Redaktionskommission des Volksrecht. Er schrieb für die Zeitschriften Die Neue Zeit und die Sozialistischen Monatshefte. Er fasste die Bücher Der Sozialismus in der Schweiz und Sozialismus oder Kapitalismus?.
Der Nachlass von Otto Lang befindet sich im Schweizerischen Sozialarchiv.